# Іщериков Петро Федорович
Іщериков Петро́ Фе́дорович (15 червня 1892, с. Яново Нижегородської губернії — 5 вересня 1961, Ленінград) — вчений, письменник, краєзнавець. Учасник Першої світової, Громадянської та Другої світової воєн.

## Біографія
Іщериков Петро Федорович народився 15 червня 1892 року в с. Яново Нижегородської губернії в селянській родині.
Закінчив церковно-парафіяльне училище. У 1915—1918 роках служив в армії, брав участь у боях Першої світової війни, революційних подіях 1917 року, мав поранення. Працював інспектором республіканської бібліотеки імені Горького.
У роки Другої світової війни пішов на фронт, а в 1945 році був відкликаний Башкирським обкомом партії в [[Інститут історії, мови і літератури Уфимського наукового центру Російської академії наук|Інститут історії, мови і літератури імені М. Гафурі] в м. Уфу.
Працював з 1909 року співробітником установ Уфимської губернії, з 1923 року — у Республіканській бібліотеці імені М. Горького в Уфі, з 1930 року — директор обласного бібліотечного колектора Башгиза, з 1938 року — в НК освіти Башкирської АРСР, в 1940—1941 роках — у Башкирському геологічному управлінні, 1945—1958 рр. — в Інституті мови і літератури, Гірничогеологічному інституті.
Область наукових інтересів П. Іщерикова — археологія, історія, література народів Башкортостану. Ним був встановлений факт перебування Салавата Юлаєва на каторзі в Рогервіку (Естонія).
За його участю обстежувалось Уфимське городище II, Стерлітамацький могильник та ін. Петро Федорович боровся за збереження старовини, храмів міста. Незважаючи на зусилля П. Ф. Іщерикова, Смоленський собор (Троїцька церква) в Уфі був підірваний.

## Наукова діяльність
Іщериков Петро Федорович — автор близько 150 наукових праць, включаючи роботу «Салават Юлаєв — вождь башкирського народу і сподвижник Пугачова» (1951).